# Delphax armeniaca
Delphax armeniaca är en insektsart som beskrevs av Anufriev 1970. Delphax armeniaca ingår i släktet Delphax och familjen sporrstritar. Inga underarter finns listade i Catalogue of Life.